# 佟瑞欣
佟瑞欣（1965年—），黑龙江省哈尔滨市人，中華人民共和國演員、上影演员剧团團長。

## 生平
佟瑞欣毕业于上海戏剧学院表演系，後來成為上海电影制片厂演员剧团演员。1989年出演由孙沙导演的《西门家族》，後續出演电视剧《鸿雁传情》以及《鬼丈夫》等。1990年出演上海电影制片厂两部影片《江城奇事》、《開天闢地》。1991年出演鲍芝芳導演的影片《情海浪花》。後續又出演《弘一大师》、《大宅门2》、《宅门逆子》、《长沙保卫战》、《特赦1959》等。此外他還在《难忘的岁月》、《长征大会师》、《遵义会议》、《光荣与梦想》、《西北岁月》、《天下同心》中飾演毛泽东。2007年出演話劇《雷雨》、2016年出演話劇《哈姆雷特》，2021年出演話劇《牛虻》。